# Association à la Recherche d’un Folklore Imaginaire
Die Association à la Recherche d'un Folklore Imaginaire (ARFI) ist eine international erfolgreiche Jazzmusiker-Kooperative aus der Region Lyon, die das Konzept der Imaginären Folklore entscheidend vorangetrieben hat.

## Anspruch und Struktur
Die ARFI begann sich Ende der 1960er Jahre als eine Kooperative von Jazzmusikern aus Lyon und Umgebung zu formieren. Formal gegründet wurde sie 1977. Es ging darum, musikalische und organisatorische Erfahrungen auszutauschen, gemeinsam ein größeres Publikum zu gewinnen und neue Auftrittsmöglichkeiten – zunächst vor streikenden Arbeitern und auf Parteiversammlungen, langfristig auch in Schulen – zu schaffen. Der ARFI gehörten zunächst 13 Musiker an, die regelmäßig miteinander arbeiten und zunehmend neben klassische Soli auch Erfahrungen mit Kollektivimprovisationen sammelten. Im ersten Jahrzehnt wurden vier Gruppen geschaffen: Der Workshop de Lyon, die Marvelous Band, das Trio Alvire und die Big Band La Marmite Infernale. Später kamen weitere Gruppen wie Ces Messieurs; Kif Kif, L'Effet Vapeur, das Schlagzeug-Duo Baron Samedi, das Trio Apollo oder die Vollat 3 hinzu. In den letzten Jahren sind noch das Trio Dites 33 und 32 Janvier, das Duo Garcia-Recio und Guy Villerds Ayler quartet entstanden.

„Wir in der ARFI besitzen allesamt eine sehr weit entwickelte Technik der Gruppenimprovisation und sind in allen unseren Formationen in der Lage, eine Musik zu spielen, die wirklich das Ergebnis einer kollektiven Denkweise ist.“

Während die ARFI zunächst eher als geschlossener Kreis funktionierte, sind seit den 1990ern Öffnungen festzustellen. Marmite Infernale trat gemeinsam mit der bretonischen Musikgruppe Bagad Ronsed-Mor auf, seit mehreren Jahren spielt sie regelmäßig mit dem südafrikanischen Nelson Mandela Metropolitan Choir; Baron Samedi lud Musiker wie Michel Godard zur Zusammenarbeit ein. ARFI-Musiker kommen mittlerweile für Projekte regelmäßig mit den Pata-Musikern von Norbert Stein zusammen, haben aber auch Fred Frith und Paul Rogers für die erste CD von 32 Janvier eingeladen. Heute greifen auch Pariser Jazzmusiker wie Daunik Lazro, der für sein Trio und Quintett Bolcato und Rollet verpflichtete, für Bands auf ihre Lyoner Kollegen zurück.
Zunehmend haben die ARFI-Musiker für ihre Projekte die visuelle Dimension in ihre Auftritte einbezogen. Einerseits vertonen sie regelmäßig Stummfilmklassiker wie Alice im Wunderland (1915), Das Cabinet des Doktor Caligari oder Panzerkreuzer Potemkin, aber auch Dokumentarfilme, etwa über das historische Landleben in Frankreich; andererseits treten sie in ihrem Programm „La Grande Spectacle“ mit Zauberkünstlern auf: „Ein technisch äußerst aufwändiges Illusionstheater für Auge und Ohr lässt einen Kontrabassisten durch die Luft schweben, Instrumente spielen plötzlich ohne den Instrumentalisten, Musiker verschwinden auf offener Bühne, andere haben unversehens drei Beine.“ Im Palace d’ARFI kommt es sogar zu gastro-musikalischen Ereignissen, der Kombination von Konzert und von Spitzenköchen zubereitetem Dinner.

## Zentrale Gruppen

### Le Workshop de Lyon
Die Besetzung der Anfang 1968 gegründeten, ursprünglich als Free Jazz Workshop auftretenden Gruppe bestand aus Trompeter Jean Méreu und Saxophonist Maurice Merle sowie Bassist Jean Bolcato und Schlagzeuger Pierre Guyon bzw. Christian Rollet. Nach 1971 kamen für kurze Zeit Alain Gibert (als Gitarrist) und dann der Pianist Patrick Vollat hinzu. 1975 wechselte für Méreu Louis Sclavis ein. Kurz darauf wurde der heutige Name der Gruppe gewählt; seitdem tritt die Band als Quartett auf. War der Workshop in den ersten Jahren vornehmlich im Süden Frankreichs zu hören, so gelang es ihm nun, sein Aktionsfeld nach Paris und auch über die französischen Grenzen hinaus auszudehnen. Als Sclavis 1983 die ARFI verließ, trat Jean-Paul Autin an seine Stelle. Zwischen 2008 und 2017 bildete Jean Aussanaire mit Autin die Frontlinie der Band. 2018 besteht die Gruppe, die als am längsten existierende Jazzcombo Frankreichs gilt, aus dem Saxophonisten Autin und dem Trompeter Fred Roudet mit Bolcato und Rollet als Rhythmusgruppe.

### L'Effet Vapeur
Diese Gruppe macht sich die Errungenschaften des Fusionjazz und der Elektronik zunutze. Saxophonist Jean-Paul Autin, Keyboarder Xavier Garcia (der hier insbesondere Samples verwendet) und der Schlagzeuger Alfred Spirli bilden den Kern der Gruppe; sie setzen auch Spielzeug ein. Auf der ersten CD „Pièces et Accessoires“ (1997) wirkte auch Posaunist Jacques Vielle mit.

### La Marmite Infernale
Wörtlich übersetzt bedeutet der Name der Band „der höllische Kochtopf“. Die spielfreudige Gruppe, in der sich die meisten der Lyoner Musiker versammeln, legt seit 1979 Alben vor, auf denen (wie auch sonst) nur eigene Stücke enthalten sind. „Strukturelle Vielfalt wird nicht nur durch unterschiedliche stilistische Referenzpunkte erzielt (Afrika, Klangimprovisation, Bläserchoral), sondern vor allem auch durch die der Besetzung innewohnenden Möglichkeiten einer äußerst differenzierten Instrumentation.“ Während früher eine klassische Bigband-Besetzung angestrebt wurde, sind aktuell alle drei ARFI-Schlagzeuger beteiligt, neben Rollet und Spirli Michel Boiton. Zum Marmite infernale gehörten auf dem bisher aktuellen Album Les Hommes… Maintenant! (2016) als Holzbläser Jean Aussanaire, Jean-Paul Autin, Clément Gibert, Guy Villerd, als Blechbläser Olivier Bost, Jean-Marc François, Guillaume Grenard, an der Elektronik Xavier Garcia und die beiden Kontrabassisten Bolcato und Eric Brochard. Anders als in früheren Jahren sind heute keine Harmonieinstrumente mehr besetzt.